# Henriette Alice McCrea-Metcalf

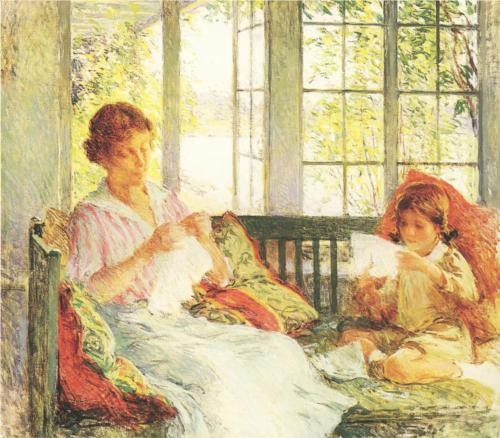
Mi esposa y mi hija, Willard Metcalf, 1917

Henrietta (Henriette) Alice McCrea-Metcalf (Chicago, 4 de agosto de 1888 - 27 de mayo de 1981) fue una escritora. Fue una de las parejas de Thelma Wood, inmortalizada por Djuna Barnes en El bosque de la noche.

## Trayectoria
Henrietta Alice McCrea nació el 4 de agosto de 1888 en una familia adinerada de Chicago en 764 West Adams Street.  Su madre era Alice E. Snell.Su padre era Wylie Solon McCrea, ejecutivo de servicios públicos y miembro de la Junta de Comercio.      Tenía un hermano, Snell McCrea.  Cuando tenía pocos meses, su madre solicitó el divorcio, tras acusar a su marido de crueldad, y se mudó con su hija a París.   
McCrea asistió a un convento católico en París y , cuando tenía 10 años, tras morir su madre, su padre la llevó de regreso a Chicago, donde asistió a otras escuelas públicas. En 1906 ya había regresado a Europa para asistir a una escuela de niñas. En París se hizo amiga de la actriz Jane Peyton y su marido Guy Bates Post.  A finales de 1910 estaba de regreso en Chicago y vivía en 720 Lincoln Park Boulevard.
McCrea se casó y se divorció dos veces. Primero, en 1911, con Willard Metcalf, un pintor paisajista, con quien tuvo dos hijos, Addison McCrea Metcalf y Rosalind. Después con Marcus Goodrich, guionista y novelista estadounidense.    Antes de casarse con Metcalf, McCrea mantuvo una relación sentimental con Ned Sheldon, un destacado dramaturgo de Broadway. En 1952 se convirtió en la guardiana de Jacobus Arnoldus. 
Fanática del teatro y de los actores, su colección de fotografías autografiadas y otros recuerdos se encuentra en la Universidad de Kentucky.  Fue editora de Vanity Fair .  También fue traductora del francés al inglés, entre sus obras se encuentran: Camille de Alexandre Dumas y El malabarista de Nuestra Señora de Anatole France. Fue amiga de Colette y tradujo La dama de las camelias en 1931 para Eva Le Gallienne y su Civic Repertory Theatre.  
En 1926 fue secretaria ejecutiva del Comité de Education Committee of the Roosevelt Memorial Association for Women.
McCrea conoció a Thelma Wood en 1928, cuando Wood mantenía una relación con Djuna Barnes.    Wood dejó a Barnes para vivir con McCrea. En El bosque de la noche, Barnes creó el personaje de Jenny Petherbridge basándose en McCrea.    La relación fue reconocida por la familia de McCrea hasta el punto de que su hijo, Addison Metcalf, incluyó referencias a Wood en cartas a su madre. McCrea y Wood se mudaron primero a Greenwich Village y luego, en 1932, a Florencia, donde Wood estudió arte con el apoyo de McCrea.  En 1934 se mudaron a Sandy Hook, Connecticut  McCrea permaneció con Wood hasta 1943.  En la década de 1950 McCrea vivía en Newtown.  Fue miembro de la junta directiva de la Liga de Planificación Familiar de Connecticut. En la década de 1970, McCrea dejó que la gente cultivara cuatro acres de su tierra en un proyecto para que los jóvenes trabajaran junto con sus padres.
Estaba interesada en el bienestar animal y fue activista del Pet Animal Welfare Service (PAWS),  Friends of Animals y Humane Society. Con otros activistas abrió "Ye Kit and Kaboodle" en 7 Liberty Street, Bridgeport, CT; los ingresos provenientes de la venta de antigüedades, ropa y cuadros, con motivos coloniales, se destinaron al cuidado de animales callejeros de la zona.
McCrea-Metcalf murió el 27 de mayo de 1981. 

## Legado
Addison Metcalf fundó la Beca en Memoria de Henrietta Alice Metcalf en la Academia Estadounidense de Artes Dramáticas para honrar el amor de su madre por el teatro.
La colección fotográfica de artes escénicas Henrietta Alice Metcalf, que data de 1880 a 1955, se encuentra en el Centro de investigación de colecciones especiales de bibliotecas de la Universidad de Kentucky. 